# Vera Pàvlova
Vera Pàvlova   (Moscou, 4 de maig de 1963) és una poeta russa.

## Biografia
Pàvlova va estudiar a l'Oktyabryskaya Revolyutsiya Music College i va començar a publicar després de graduar-se. Després es va graduar en composició musical a l'Acadèmia Gnessin i està especialitzada en història de la música.
És autora de vint reculls de poesia, quatre llibrets d'òpera i lletres de dues cantates. L'amor, el sexe o la fisiologia femenina són els temes que tracta a la seva obra amb total llibertat. Les seves obres han estat traduïdes a vint-i-cinc idiomes. El seu treball ha estat publicat a The New Yorker. A banda i banda del petó (El Gall Editor, 2018) va ser la primera obra de Pàvlova traduïda al català, que li va valer a Xènia Dyakonova el III Premi PEN Català de Traducció.